# Silas Woodson

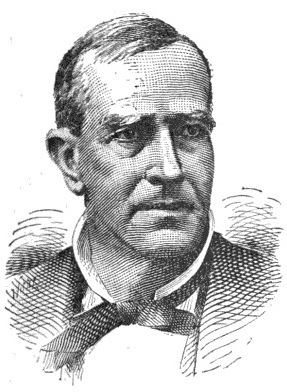
Silas Woodson

Silas Woodson (* 18. Mai 1819 im Knox County, Kentucky; † 9. Oktober 1896 in Saint Joseph, Missouri) war ein US-amerikanischer Politiker und von 1873 bis 1875 der 21. Gouverneur von Missouri.

## Frühe Jahre und politischer Aufstieg
Silas Woodson besuchte die örtlichen Schulen seiner Heimat in Kentucky. Nach einem anschließenden Jurastudium wurde er im Jahr 1840 als Rechtsanwalt zugelassen. In den Jahren 1842 und 1853 wurde er in die Legislative von Kentucky gewählt. Im Jahr 1849 war er Delegierter auf einer Konferenz zur Überarbeitung der Landesverfassung von Kentucky. Nach einem im Jahr 1854 erfolgten Umzug nach Missouri wurde er auch in seiner neuen Heimat politisch aktiv. Am 5. November 1872 wurde er als Kandidat der Demokratischen Partei zum neuen Gouverneur seines Staates gewählt. Mit ihm begann eine 36 Jahre lange Zeit, während der nur Mitglieder der Demokratischen Partei zum Gouverneur von Missouri gewählt wurden. Erst im Jahr 1909 schaffte mit Herbert Hadley wieder ein Republikaner einen Wahlsieg.

## Gouverneur von Missouri
Silas Woodson trat sein neues Amt am 8. Januar 1873 an. Während seiner zweijährigen Amtszeit wurden in Missouri die Steuern gesenkt und eine Schule für Lehrer gegründet. In St. Louis wurde die Eads Bridge fertiggestellt. Damals wurde ebenfalls in St. Louis der erste Kindergarten eröffnet. Trotz der Steuersenkung gelang es dem Gouverneur, das Haushaltsdefizit zu verringern.

## Weitere Lebensjahre
Nach Ablauf seiner Amtszeit im Januar 1875 zog sich Woodson aus der Politik zurück. Zwischen 1885 und 1895 war er Richter an einem Bezirksgericht. Silas Woodson war insgesamt dreimal verheiratet und hatte insgesamt vier Kinder.